# Ашенхаузен
Ашенхаузен (нем. Aschenhausen) — община в Германии, в земле Тюрингия.
Входит в состав района Шмалькальден-Майнинген. Подчиняется управлению Хоэ Рён. Население составляет 173 человека (на 31 декабря 2010 года). Занимает площадь 3,61 км².

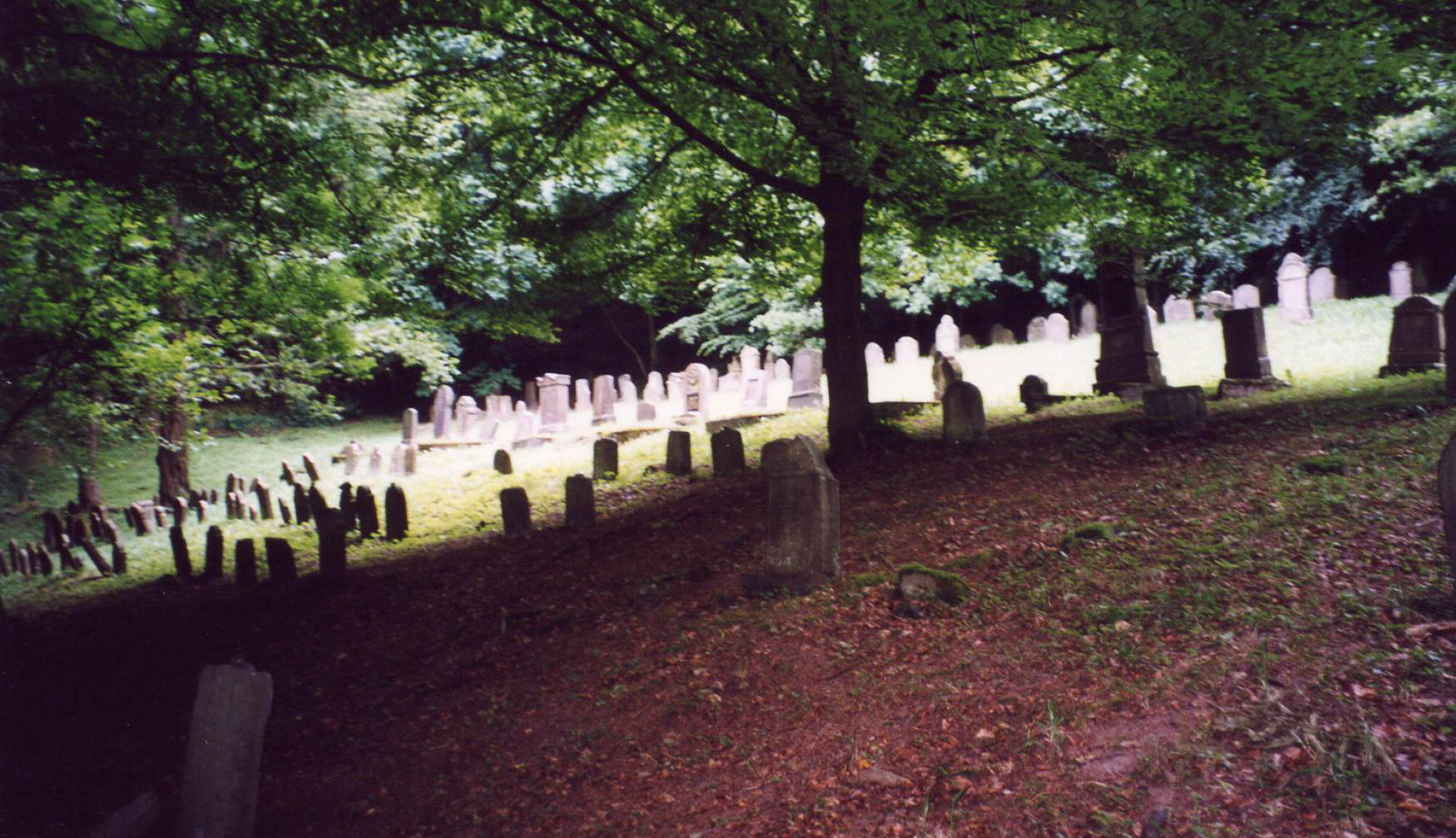
Еврейское кладбище в Ашенхаузене